# Louise Toupin
Louise Toupin (Champlain, Quebec, 1946) és doctora en ciència política, professora jubilada de la Universitat de Quebec a Mont-real i investigadora independent, especialitzada en estudis feministes.
De 1969 a 1971, fou membre del Grup d'alliberament de les dones del Quebec, el primer grup de neofeminista de Mont-real. També participà en la creació de les Edicions del «Remue-ménage» (1976), una editorial que continua sent la principal en obres feministes a Quebec. Des de l'any 2000, s'ha compromès en la lluita pel reconeixement dels drets de les treballadores del sexe i per la seua integració social. El 2011, participà en la creació de l'Aliança feminista per als drets de les treballadores del sexe.

## Trajectòria professional
Louise Toupin treballà en la Universitat de Sherbrooke, en la Concòrdia, en la de Quebec en Trois-Rivières, en la d'Ottawa i en la de Quebec a Mont-real. En cadascuna feu classe d'estudis feministes: «Introducció als estudis feministes», «Idees polítiques i feminisme», «Feminisme i ciències polítiques» o «Teories feministes».
A més a més de professora, Louise Toupin és investigadora independent. Les seues recerques s'orienten sobretot a la transmissió de la història militant feminista i al reconeixement de la tasca invisible de les dones. Al principi dels 2000, es va dedicar a la revisió dels marcs d'anàlisis feministes, després de l'aparició en l'escena política de noves figures del moviment feminista, en particular les treballadores del sexe.
La voluntat de Louise Toupin de transmetre la història feminista es concreta en la publicació de tres antologies. En els dos volums de Québécoises Deboutte!, escrits amb Véronique O'Leary, hi ha texts i activitats dels dos primers grups feministes de la "Segona onada" feminista quebequesa: el Front d'alliberament de les dones del Quebec (1969-1971) i el Centre per a les dones (1972-1975). En La pensée féministe au Québec. Anthologie 1900-1985, escrit amb Micheline Dumont, hi ha fins a 180 texts de militants feministes del segle xx. En l'antologia Luttes XXX. Inspirations du mouvement international des travailleuses du sexe, escrit amb Maria-Nengeh Mensah i Claire Thiboutot, hi ha 80 col·laboracions del moviment de les treballadores del sexe.

## Publicacions
Al llarg de la seua trajectòria, Louise Toupin ha publicat informes de recerca i llibres, incloent la seua col·laboració en obres col·lectives, monografies o nombrosos articles en revistes especialitzades, com ara: Recherches féministes, Revue internationale d’études québécoises, Éclairé o Le Devoir. D'entre les seues obres destaquen:
- Toupin, Louise (2014). Le salaire au travail ménager. Chronique d’une lutte féministe internationale (1972-1977), Mont-real, Éditions du remue-ménage, 451 pàgines.[9]

- O’Leary, Véronique i Louise Toupin (dir.) (1983). Québécoises Deboutte! Tome 2. Collection complète, Mont-real, Éditions du remue-ménage, 374 pàgines.[4]

- Toupin, Louise (2013). «Clandestine Migrations by Women and the Risk of Trafficking». Capítol 5. de Sex Work : Rethinking the Job, Respecting the Workers (Colette Parent, Chris Bruckert, Patrice Corriveau, Maria Nengeh Mensah, Louise Toupin). Vancouver, BC. The UBC Press.[10]

- Toupin, Louise (1994). «1969. Le Front de libération des femmes du Québec. Le féminisme resurgit sur la scène politique», en Darsigny, Maryse (et al.) Ces femmes qui ont bâti Montréal. Mont-real, Éditions du remue-ménage, p. 378-380.[11]

- Toupin, Louise (1982). «Québec: les femmes, des parentes pauvres toujours», en Terre des femmes. Panorama de la situation des femmes dans le monde, Paris-Mont-real, Éditions La Découverte/Maspéro-Boréal Express, p. 203-205.

- Toupin, Louise (2016). «Le salaire au travail ménager, 1972-1977: retour sur un courant féministe évanoui», Recherches féministes, vol. 29, n°1. P. 179-198.[12]